# Vysšaja Liha
La Vysšaja Liha è la massima serie del campionato bielorusso di pallavolo maschile: al torneo partecipano dieci squadre di club bielorusse e la squadra vincitrice si fregia del titolo di campione di Bielorussia.

## Edizioni
| Anno             | Podio              | Podio              | Podio              |
| Campione         | Seconda            | Terza              |                    |
| ---------------- | ------------------ | ------------------ | ------------------ |
| 1992 Dettagli    | SKA Minsk          | Vicebsk            | Kommunalnik Grodno |
| 1992-93 Dettagli | Vicebsk            | SKA Minsk          | Zachodni Buh       |
| 1993-94 Dettagli | Vicebsk            | SKA Minsk          | Zachodni Buh       |
| 1994-95 Dettagli | Vicebsk            | SKA Minsk          | Kommunalnik Grodno |
| 1995-96 Dettagli | SKA Minsk          | Vicebsk            | Kommunalnik Grodno |
| 1996-97 Dettagli | Kommunalnik Grodno | Vicebsk            | SKA Minsk          |
| 1997-98 Dettagli | SKA Minsk          | Kommunalnik Grodno | Zachodni Buh       |
| 1998-99 Dettagli | Kommunalnik Grodno | Zachodni Buh       | Vicebsk            |
| 1999-00 Dettagli | SKA Minsk          | Vicebsk            | Kommunalnik Grodno |
| 2000-01 Dettagli | Promstroj Gomel    | Kommunalnik Grodno | Vicebsk            |
| 2001-02 Dettagli | Kommunalnik Grodno | Zachodni Buh       | Promstroj Gomel    |
| 2002-03 Dettagli | Kommunalnik Grodno | Promstroj Gomel    | Metalurh-Bela      |
| 2003-04 Dettagli | Promstroj Gomel    | Kommunalnik Grodno | Šachtaspecbud      |
| 2004-05 Dettagli | Kommunalnik Grodno | Promstroj Gomel    | Šachtaspecbud      |
| 2005-06 Dettagli | Metalurh-Bela      | Šachtaspecbud      | Metallurg Zhlobin  |
| 2006-07 Dettagli | Metalurh-Bela      | Promstroj Gomel    | Zachodni Buh       |
| 2007-08 Dettagli | Metallurg Zhlobin  | Metalurh-Bela      | Kommunalnik Grodno |
| 2008-09 Dettagli | Metallurg Zhlobin  | Metalurh-Bela      | Budaŭnik Minsk     |
| 2009-10 Dettagli | Budaŭnik Minsk     | Metallurg Zhlobin  | Kommunalnik Grodno |
| 2010-11 Dettagli | Budaŭnik Minsk     | Kommunalnik Grodno | Metallurg Zhlobin  |
| 2011-12 Dettagli | Budaŭnik Minsk     | Kommunalnik Grodno | Metallurg Zhlobin  |
| 2012-13 Dettagli | Budaŭnik Minsk     | Šachcër Salihorsk  | Kommunalnik Grodno |
| 2013-14 Dettagli | Budaŭnik Minsk     | Šachcër Salihorsk  | Kommunalnik Grodno |
| 2014-15 Dettagli | Budaŭnik Minsk     | BATĖ-BDUFK         | Šachcër Salihorsk  |
| 2015-16 Dettagli | Budaŭnik Minsk     | BATĖ-BDUFK         | Šachcër Salihorsk  |
| 2016-17 Dettagli | Šachcër Salihorsk  | Budaŭnik Minsk     | BATĖ-BDUFK         |
| 2017-18 Dettagli | Šachcër Salihorsk  | Budaŭnik Minsk     | BATĖ-BDUFK         |
| 2018-19 Dettagli | Šachcër Salihorsk  | Budaŭnik Minsk     | Ėnerhija           |
| 2019-20 Dettagli | Šachcër Salihorsk  | Budaŭnik Minsk     | Ėnerhija           |
| 2020-21 Dettagli | Šachcër Salihorsk  | Budaŭnik Minsk     | Ėnerhija           |
| 2021-22 Dettagli | Šachcër Salihorsk  | Budaŭnik Minsk     | Ėnerhija           |
| 2022-23 Dettagli | Šachcër Salihorsk  | Budaŭnik Minsk     | Ėnerhija           |
| 2023-24 Dettagli | Šachcër Salihorsk  | Ėnerhija           | Budaŭnik Minsk     |

## Palmarès
| Squadra             | Titolo | Stagione                                                               |
| ------------------- | ------ | ---------------------------------------------------------------------- |
| Šachcër Salihorsk   | 8      | 2016-17, 2017-18, 2018-19, 2019-20, 2020-21, 2021-22, 2022-23, 2023-24 |
| Budaŭnik Minsk      | 7      | 2009-10, 2010-11, 2011-12, 2012-13, 2013-14, 2014-15, 2015-16          |
| Kommunalnik Grodno  | 5      | 1996-97, 1998-99, 2001-02, 2002-03, 2004-05                            |
| SKA Minsk           | 4      | 1992, 1995-96, 1997-98, 1999-00                                        |
| Vicebsk             | 3      | 1992-93, 1993-94, 1994-95                                              |
| Promstroj Gomel     | 2      | 2000-01, 2003-04                                                       |
| Kamunal'nik Mahilëŭ | 2      | 2005-06, 2006-07                                                       |
| Metallurg Zhlobin   | 2      | 2007-08, 2008-09                                                       |